# Arthur Schmitt
Arthur Ferdinand Adam Schmitt (ur. 27 listopada 1910 w Dudweiler, zm. 30 września 1989 w Saarbrücken) – gimnastyk z Protektoratu Saary,  uczestnik LIO 1952.
Na igrzyskach startował w sześciu konkurencjach gimnastycznych: w ćwiczeniach wolnych (154. miejsce), w skoku przez konia (173. miejsce), w ćwiczeniach na poręczach (106. miejsce), w ćwiczeniach na drążku (87. miejsce), w ćwiczeniach na kółkach (87. miejsce) i na ćwiczeniach na koniu z łękami (94. miejsce). W łącznej klasyfikacji wielobojowej został sklasyfikowany na 119. miejscu, a drużynowo zajął 22. miejsce.